# Patrik Schick
Patrik Schick (sinh ngày 24 tháng 1 năm 1996) là một cầu thủ bóng đá người Séc hiện đang thi đấu ở vị trí tiền đạo cho câu lạc bộ Bundesliga Bayer Leverkusen và đội tuyển bóng đá quốc gia Cộng hòa Séc.
Schick trưởng thành từ học viện đào tạo trẻ của đội bóng quê hương Sparta Praha. Tháng 6 năm 2016, anh chuyển đến Ý khoác áo Sampdoria và một năm sau đó là AS Roma. Anh thi đấu cho RB Leipzig theo hợp đồng cho mượn trong mùa bóng 2019-20 và Bayer Leverkusen chính thức có được sự phục vụ của anh vào tháng 9 năm 2020 từ Roma với phí chuyển nhượng khoảng 26,5 triệu €.
Schick ra mắt đội tuyển Cộng hòa Séc vào tháng 5 năm 2016 và đã cùng đội tuyển nước này tham dự hai giải đấu lớn là Euro 2020 và Euro 2024. Anh đang nắm giữ kỷ lục cầu thủ có pha lập công từ cự ly xa nhất tại một vòng chung kết Euro.

## Sự nghiệp câu lạc bộ

### Sparta Praha và Bohemians 1905
Schick sinh ra tại Praha, thủ đô Cộng hòa Séc và anh gia nhập học viện đào tạo trẻ của Sparta Praha từ năm 11 tuổi. Ngày 3 tháng 5 năm 2014, anh có trận đấu đầu tiên tại Giải bóng đá vô địch quốc gia Séc khi vào sân từ ghế dự bị trong cuộc đối đầu với FK Teplice. Khởi đầu tốt với cú đúp danh hiệu quốc nội cùng với Sparta Praha ở mùa bóng 2013-14 nhưng Schick chỉ có tổng cộng 10 lần ra sân và 1 bàn thắng tại Sparta Praha trước khi được đem cho mượn tại Bohemians 1905 trong mùa giải 2015-16. Tại Bohemians 1905, Schick có được 8 bàn thắng sau 27 trận và phong độ của anh đã thu hút sự chú ý của đội bóng Serie A Sampdoria.

### Sampdoria
Schick trở thành cầu thủ của Sampdoria vào tháng 6 năm 2016 với phí chuyển nhượng khoảng 4 triệu €. Anh có trận đấu đầu tiên tại Serie A vào ngày 21 tháng 8 năm 2016 trong trận gặp Empoli. Đến ngày 26 tháng 10, trong lần đầu đá chính cho Sampdoria, Schick có pha lập công đầu tiên trên đất Ý nhưng đội bóng của anh lại thua đậm Juventus 4-1. Ngày 30 tháng 11, anh có cú đúp tại trận đấu thuộc khuôn khổ Coppa Italia thắng Cagliari Calcio 3-0.
Ở mùa bóng 2016-17, dù chỉ được thường xuyên ra sân từ ghế dự bị, Schick vẫn có được 13 bàn thắng sau 35 trận cho Sampdoria (riêng tại Serie A là 11 bàn thắng/32 trận). Tháng 5 năm 2017, anh từ chối gia hạn hợp đồng Sampdoria. Schick tưởng chừng như đã trở thành tân binh đầu tiên của Juventus trong kỳ chuyển nhượng hè 2017 khi đội bóng này đã đồng ý với điều khoản phá vỡ hợp đồng trị giá 30 triệu € của Schick nhưng đến ngày 18 tháng 7, Juventus tuyên bố hủy ký hợp đồng với Schick sau khi phát hiện anh bị bệnh tim.

### AS Roma
Ngày 29 tháng 8 năm 2017, Schick gia nhập AS Roma với bản hợp đồng có thời hạn năm năm với phí chuyển nhượng có thể lên đến 42 triệu € tùy theo các điều kiện của hợp đồng, mức giá chuyển nhượng kỷ lục trong lịch sử câu lạc bộ. Giám đốc thể thao của Roma là Monchi đã gọi anh là một trong những tài năng trẻ sáng giá nhất thế giới và anh đã chọn Roma dù được nhiều câu lạc bộ khác theo đuổi. Anh vừa có trận ra mắt Roma ở 15 phút cuối trận đấu với Hellas Verona ngày 16 tháng 9 lại dính một chấn thương đùi và sau đó lại có vấn đề về cơ bắp khiến anh phải đợi đến ngày 26 tháng 11 mới có lần ra sân thứ hai cho Roma trong trận gặp Genoa. Ngày 20 tháng 12, anh có bàn thắng đầu tiên cho Roma nhưng không đủ giúp đội bóng của anh thoát khỏi việc bị loại khỏi Coppa Italia sau trận thua Torino 2-1.
Ngày 21 tháng 4 năm 2018, Schick có pha lập công đầu tiên tại Serie A trong màu áo Roma đem về chiến thăng 3-0 trước SPAL. Một tuần sau đó, anh mở tỉ số trong trận thắng 4-1 trước Chievo tại Serie A. Trong cả mùa giải 2017-18, Schick chỉ có 3 bàn thắng sau 26 trận khi không cạnh tranh được vị trí đá chính với Edin Džeko.
Trong hai mùa giải tại Roma, Schick thi đấu không đúng vị trí sở trường khi phải dạt ra cánh nên chỉ có được 8 bàn thắng sau 58 lần ra sân cho Roma.

#### RB Leipzig
Ngày 2 tháng 9 năm 2019, đội bóng thi đấu tại Bundesliga là RB Leipzig thông báo đã có được Schick theo bản hợp đồng cho mượn có thời hạn 1 năm kèm điều khoản có thể mua đứt. Ngày 11 tháng 11 năm 2019, anh có bàn thắng đầu tiên tại Bundesliga trong trận thua 3–2 trước SC Paderborn. Ngày 14 tháng 12, anh mở tỉ số trong chiến thắng Fortuna Düsseldorf 3-0 và ba ngày sau đó khi vào sân từ ghế dự bị đã ấn định tỉ số 3-3 trận đấu với Borussia Dortmund. RB Leipzig trở thành đội bóng đầu tiên thuộc vùng Đông Đức cũ dẫn đầu bảng xếp hạng Bundesliga trong kỳ nghỉ đông khi đánh bại FC Augsburg 3-1 ngày 21 tháng 12, trong đó Schick là người nâng tỉ số lên 2-1.
Ngày 15 tháng 2 năm 2020, anh ghi một bàn và kiến tạo một bàn trong chiến thắng 3-0 trước Werder Bremen. Tại Bundesliga 2019-20, Schick ghi 10 bàn dù chỉ ra sân 22 trận, bao gồm 15 lần đá chính. Mặc dù vậy, phong độ này không đủ sức thuyết phục huấn luyện viên Julian Nagelsmann giữ anh lại RB Leipzig sau khi mùa giải kết thúc.

### Bayer Leverkusen

#### 2020-21
Ngày 8 tháng 9 năm 2020, Schick trở thành cầu thủ của Bayer Leverkusen theo bản hợp đồng có thời hạn 5 năm với phí chuyển nhượng khoảng 26,5 triệu €. Anh nổ súng ngay trong trận đầu ra sân cho Leverkusen, chiến thắng 7-0 trước đội bóng hạng dưới Eintracht Norderstedt tại đấu trường DFB-Pokal ngày 13 tháng 9. Đến ngày 3 tháng 10, anh có bàn thắng đầu tiên cho Leverkusen, ghi bàn mở tỉ số trong trận hòa 1-1 với VfB Stuttgart.
Ngày 13 tháng 2 năm 2021, Schick ghi bàn nâng tỉ số lên 2-0 ở phút thứ 84 cuộc đối đầu với Mainz 05 khi vào sân từ ghế dự bị nhưng đội bóng của anh lại để tuột mất 3 điểm ở phút bù giờ. Ngày 6 tháng 3, anh ghi bàn thắng duy nhất trong trận Derby vùng Ruhr với Borussia Mönchengladbach.
Kết thúc mùa giải đầu tiên tại Leverkusen, Schick có được tổng cộng 13 bàn thắng sau 36 trận, một thành tích tương đối thành công.

## Sự nghiệp đội tuyển quốc gia
Schick là thành viên của các đội tuyển trẻ Cộng hòa Séc từ cấp độ U-16. Anh là cầu thủ có số pha lập công nhiều nhất tại vòng loại Giải vô địch bóng đá U-21 châu Âu 2017 với 10 bàn thắng.
Schick lần đầu tiên được triệu tập vào đội tuyển Cộng hòa Séc vào tháng 5 năm 2016 dưới thời huấn luyện viên Pavel Vrba để chuẩn bị cho Euro 2016 sắp diễn ra. Trong trận đầu tiên ra sân cho đội tuyển quốc gia trong cuộc đối đầu với Malta ngày 27 tháng 5 năm 2016, anh là người ghi bàn ấn định chiến thắng 6-0  cho Cộng hòa Séc. Tuy nhiên anh đã bị loại khỏi đội hình sau cùng 23 cầu thủ Cộng hòa Séc tham dự giải đấu tại Pháp.

### Euro 2020
Schick là một trong 26 cầu thủ Cộng hòa Séc được triệu tập tham dự Euro 2020. Trong trận mở màn bảng D với đội tuyển Scotland, anh đánh đầu mở tỉ số trận đấu sau quả tạt của Vladimír Coufal ở phút 45 và đến phút 52 khi quan sát thấy thủ môn David Marshall của Scotland lên cao trong một pha phản công, Schick sút một chạm chân trái từ giữa sân xoáy vào góc cao khung thành giúp Cộng hòa Séc mở màn giải đấu thuận lợi với chiến thắng 2-0. Anh trở thành cầu thủ Cộng hòa Séc đầu tiên ghi được một cú đúp tại một giải đấu lớn kể từ khi Tomáš Rosický làm được điều này tại World Cup 2006. Bàn thắng từ giữa sân của anh cũng lập kỷ lục là bàn thắng ở khoảng cách xa nhất ở các vòng chung kết Euro ở cự ly 45,45m (kể từ khi dữ liệu về các cú sút xa thành bàn ở các vòng chung kết EURO được thu thập kể từ năm 1980) và sau đó cũng giành chiến thắng trong cuộc bình chọn Bàn thắng đẹp nhất EURO 2020 trên trang chủ UEFA. Đến trận đấu vòng bảng tiếp theo hòa 1-1 Croatia, trong một pha tranh chấp trên không giữa Schick và trung vệ Dejan Lovren, Lovren đánh tay vào mặt Schick. Trọng tài ban đầu bỏ qua pha bóng này nhưng sau khi xem lại VAR, ông thổi phạt đền cho Séc và Schick thực hiện thành công mở tỉ số trận đấu với chiếc mũi đang chảy máu.
Ngày 27 tháng 6, Schick có pha lập công thứ tư tại Euro 2020 đặt dấu chấm hết cho những hy vọng của Hà Lan tại vòng 16 đội và trước đó anh cũng khiến trung vệ Hà Lan Matthijs de Ligt bị thẻ đỏ trực tiếp khi khiến cho trung vệ này để bóng chạm tay. Hành trình của Cộng hòa Séc tại Euro 2020 kết thúc ở vòng tứ kết sau trận thua Đan Mạch 2-1 ngày 3 tháng 7, trận đấu mà Schick tiếp tục ghi bàn, lần này là một tình huống đá nối đẳng cấp ở đầu hiệp 2. Với năm bàn thắng, Schick đứng thứ hai trong cuộc đua giành danh hiệu vua phá lưới giải đấu sau Cristiano Ronaldo, người cũng có năm bàn thắng nhưng có hơn một kiến tạo và cân bằng kỷ lục ghi bàn của một cầu thủ Cộng hòa Séc tại một kỳ Euro mà Milan Baroš làm được tại Euro 2004.

## Thống kê sự nghiệp

### Câu lạc bộ
Tính đến ngày 17 tháng 5 năm 2025.
| Câu lạc bộ            | Mùa giải            | Giải đấu            | Giải đấu | Giải đấu | Cúp quốc gia | Cúp quốc gia | Châu Âu | Châu Âu | Khác | Khác | Tổng cộng | Tổng cộng |
| Câu lạc bộ            | Mùa giải            | Hạng đấu            | Trận     | Bàn      | Trận         | Bàn          | Trận    | Bàn     | Trận | Bàn  | Trận      | Bàn       |
| --------------------- | ------------------- | ------------------- | -------- | -------- | ------------ | ------------ | ------- | ------- | ---- | ---- | --------- | --------- |
| Sparta Praha          | 2013–14             | Czech First League  | 2        | 0        | 1            | 0            | 0       | 0       | —    | —    | 3         | 0         |
| Sparta Praha          | 2014–15             | Czech First League  | 2        | 0        | 3            | 1            | 2       | 0       | 0    | 0    | 7         | 1         |
| Sparta Praha          | Tổng cộng           | Tổng cộng           | 4        | 0        | 4            | 1            | 2       | 0       | 0    | 0    | 10        | 1         |
| Bohemians 1905 (mượn) | 2015–16             | Czech First League  | 27       | 8        | 1            | 0            | —       | —       | —    | —    | 28        | 8         |
| Sampdoria             | 2016–17             | Serie A             | 32       | 11       | 3            | 2            | —       | —       | —    | —    | 35        | 13        |
| Roma                  | 2017–18             | Serie A             | 22       | 2        | 1            | 1            | 3       | 0       | —    | —    | 26        | 3         |
| Roma                  | 2018–19             | Serie A             | 24       | 3        | 2            | 2            | 6       | 0       | —    | —    | 32        | 5         |
| Roma                  | Tổng cộng           | Tổng cộng           | 46       | 5        | 3            | 3            | 9       | 0       | 0    | 0    | 58        | 8         |
| RB Leipzig (mượn)     | 2019–20             | Bundesliga          | 22       | 10       | 1            | 0            | 4       | 0       | —    | —    | 27        | 10        |
| Bayer Leverkusen      | 2020–21             | Bundesliga          | 29       | 9        | 2            | 1            | 5       | 3       | —    | —    | 36        | 13        |
| Bayer Leverkusen      | 2021–22             | Bundesliga          | 27       | 24       | 1            | 0            | 3       | 0       | —    | —    | 31        | 24        |
| Bayer Leverkusen      | 2022–23             | Bundesliga          | 14       | 3        | 1            | 1            | 8       | 0       | —    | —    | 23        | 4         |
| Bayer Leverkusen      | 2023–24             | Bundesliga          | 20       | 7        | 4            | 1            | 9       | 5       | —    | —    | 33        | 13        |
| Bayer Leverkusen      | 2024–25             | Bundesliga          | 31       | 21       | 5            | 4            | 8       | 1       | 1    | 1    | 45        | 27        |
| Bayer Leverkusen      | Tổng cộng           | Tổng cộng           | 121      | 64       | 13           | 7            | 33      | 9       | 1    | 1    | 168       | 81        |
| Tổng cộng sự nghiệp   | Tổng cộng sự nghiệp | Tổng cộng sự nghiệp | 252      | 98       | 25           | 13           | 49      | 9       | 1    | 1    | 327       | 121       |

1. 1 2 3 4  Ra sân tại UEFA Europa League
2. 1 2 3  Số lần ra sân tại UEFA Champions League
3. ↑  Năm lần ra sân tại UEFA Champions League, ba lần ra sân tại UEFA Europa League
4. ↑  Ra sân tại DFL-Supercup

### Quốc tế

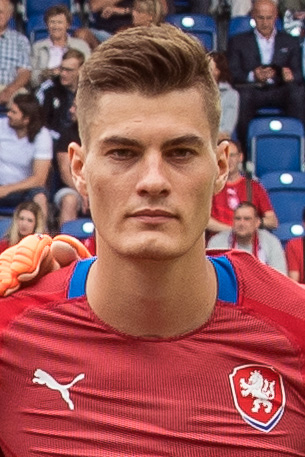
Schick với năm 2018

Tính đến 6 tháng 6 năm 2025
| Đội tuyển quốc gia | Năm       | Trận | Bàn |
| ------------------ | --------- | ---- | --- |
| Cộng hòa Séc       |           |      |     |
| 2016               | 3         | 1    |     |
| 2017               | 2         | 0    |     |
| 2018               | 9         | 4    |     |
| 2019               | 8         | 4    |     |
| 2020               | 0         | 0    |     |
| 2021               | 11        | 8    |     |
| 2022               | 2         | 1    |     |
| 2023               | 0         | 0    |     |
| 2024               | 7         | 2    |     |
| 2025               | 4         | 4    |     |
| Tổng cộng          | Tổng cộng | 46   | 24  |

### Bàn thắng quốc tế
Tính đến ngày 6 tháng 6 năm 2025.
| #  | Ngày                 | Địa điểm                                                       | Số trận | Đối thủ        | Bàn thắng | Kết quả | Giải đấu                      |
| -- | -------------------- | -------------------------------------------------------------- | ------- | -------------- | --------- | ------- | ----------------------------- |
| 1  | 27 tháng 5 năm 2016  | Kufstein Arena, Kufstein, Áo                                   | 1       | Malta          | 6–0       | 6–0     | Giao hữu                      |
| 2  | 26 tháng 3 năm 2018  | Trung tâm Thể thao Quảng Tây, Nam Ninh, Trung Quốc             | 7       | Trung Quốc     | 2–1       | 4–1     | Giao hữu                      |
| 3  | 6 tháng 9 năm 2018   | Sân vận động Městský fotbalový, Uherské Hradiště, Cộng hòa Séc | 10      | Ukraina        | 1–0       | 1–2     | UEFA Nations League 2018–19   |
| 4  | 13 tháng 10 năn 2018 | Sân vận động Antona Malatinského, Trnava, Slovakia             | 11      | Slovakia       | 2–1       | 2–1     | UEFA Nations League 2018–19   |
| 5  | 19 tháng 11 năm 2018 | Sân vận động Sinobo, Praha, Cộng hòa Séc                       | 14      | Slovakia       | 1–0       | 1–0     | UEFA Nations League 2018–19   |
| 6  | 7 tháng 6 năm 2019   | Sân vận động Letná, Praha, Cộng hòa Séc                        | 17      | Bulgaria       | 1–1       | 2–1     | Vòng loại UEFA Euro 2020      |
| 7  | 7 tháng 6 năm 2019   | Sân vận động Letná, Praha, Cộng hòa Séc                        | 17      | Bulgaria       | 2–1       | 2–1     | Vòng loại UEFA Euro 2020      |
| 8  | 10 tháng 6 năm 2019  | Sân vận động Andrův, Olomouc, Cộng hòa Séc                     | 18      | Montenegro     | 3–0       | 3–0     | Vòng loại UEFA Euro 2020      |
| 9  | 7 tháng 9 năm 2019   | Sân vận động Fadil Vokrri, Pristina, Kosovo                    | 19      | Kosovo         | 1–0       | 1–2     | Vòng loại UEFA Euro 2020      |
| 10 | 24 tháng 3 năm 2021  | Arena Lublin, Lublin, Ba Lan                                   | 23      | Estonia        | 1–1       | 6–2     | Vòng loại FIFA World Cup 2022 |
| 11 | 8 tháng 6 năm 2021   | Sân vận động Letná, Praha, Cộng hòa Séc                        | 26      | Malta          | 1–0       | 3–1     | Giao hữu                      |
| 12 | 14 tháng 6 năm 2021  | Hampden Park, Glasgow, Scotland                                | 27      | Scotland       | 1–0       | 2–0     | UEFA Euro 2020                |
| 13 | 14 tháng 6 năm 2021  | Hampden Park, Glasgow, Scotland                                | 27      | Scotland       | 2–0       | 2–0     | UEFA Euro 2020                |
| 14 | 14 tháng 6 năm 2021  | Hampden Park, Glasgow, Scotland                                | 28      | Croatia        | 1–0       | 1–1     | UEFA Euro 2020                |
| 15 | 27 tháng 6 năm 2021  | Puskás Arena, Budapest, Hungary                                | 30      | Hà Lan         | 2–0       | 2–0     | UEFA Euro 2020                |
| 16 | 3 tháng 7 năm 2021   | Sân vận động Olympic, Baku, Azerbaijan                         | 31      | Đan Mạch       | 1–2       | 1–2     | UEFA Euro 2020                |
| 17 | 11 tháng 10 năm 2021 | Sân vận động Dinamo, Minsk, Belarus                            | 33      | Belarus        | 1–0       | 2–0     | Vòng loại FIFA World Cup 2022 |
| 18 | 27 tháng 9 năm 2022  | Kybunpark, St. Gallen, Thụy Sĩ                                 | 35      | Thụy Sĩ        | 1–2       | 1–2     | UEFA Nations League 2022–23   |
| 19 | 10 tháng 6 năm 2024  | Malšovická aréna, Hradec Králové, Cộng hòa Séc                 | 38      | Bắc Macedonia  | 1–0       | 2–1     | Giao hữu                      |
| 20 | 22 tháng 6 năm 2024  | Volksparkstadion, Hamburg, Đức                                 | 40      | Gruzia         | 1–1       | 1–1     | UEFA Euro 2024                |
| 21 | 22 tháng 3 năm 2025  | Sân vận động Malšovická, Hradec Králové, Cộng hòa Séc          | 43      | Quần đảo Faroe | 1–0       | 2–1     | Vòng loại FIFA World Cup 2026 |
| 22 | 22 tháng 3 năm 2025  | Sân vận động Malšovická, Hradec Králové, Cộng hòa Séc          | 43      | Quần đảo Faroe | 2–1       | 2–1     | Vòng loại FIFA World Cup 2026 |
| 23 | 25 tháng 3 năm 2025  | Sân vận động Algarve, Faro/Loulé, Bồ Đào Nha                   | 44      | Gibraltar      | 2–0       | 4–0     | Vòng loại FIFA World Cup 2026 |
| 24 | 6 tháng 6 năm 2025   | Doosan Arena, Plzeň, Cộng hòa Séc                              | 45      | Montenegro     | 2–0       | 2–0     | Vòng loại FIFA World Cup 2026 |

## Danh hiệu
Sparta Prague
- Czech First League: 2013–14[4]
- Czech Cup: 2013–14[4]
- Czech Supercup: 2014

Bayer Leverkusen
- Bundesliga: 2023–24[53]
- DFB-Pokal: 2023–24[54]
- DFL-Supercup: 2024[55]

Cá nhân
- Cầu thủ bóng đá Séc xuất sắc nhất năm: 2021,[56] 2022[57]
- Quả bóng vàng Séc: 2022[58]
- Tài năng Séc của năm: 2016[59]
- Chiếc giày bạc vô địch châu Âu: 2020[60]
- UEFA Euro cầu thủ xuất sắc nhất giải đấu: 2020[61]
- Bundesliga Cầu thủ xuất sắc nhất tháng: Tháng 12 năm 2021[62]
- kicker Đội hình xuất sắc nhất mùa giải Bundesliga: 2021–22[63]